# Lydia Davis
Lydia Davis (Northampton, Massachusetts, 15 de julho de 1947) é uma escritora norte-americana de contos e tradutora, em especial da língua francesa. Foi galardoada com o Prémio Internacional Man Booker em 2013..
Lydia Davis é filha de Robert Gorham Davis, professor de inglês, e de Hope Hale Davis. Estudou inglês e latim; esteve um ano na Áustria e aprendeu alemão. Foi casada com o escritor Paul Auster, entre 1974 e 1978, tendo o casal um filho, Daniel Auster. Mais tarde casou com o artista Alan Cote, e dessa união nasceu Theo Cote.
Recebeu um apoio inicial de Samuel Beckett, autor que estudou desde muito nova. Quando estudante, lia muitos autores: Nabokov, Thomas Hardy, George Eliot, Dostoievsky ou Joyce, sendo voraz leitora.
Ensina criação literária na Universidade de Albany (SUNY). Além de escrever, traduz do francês tendo já publicado traduções de Vivant Denon, Gustave Flaubert, Marcel Proust, Maurice Blanchot, Michel Leiris, Pierre-Jean Jouve ou Michel Foucault.
Davis publicou seis livros de contos habitualmente breves (ou brevíssimos), com um toque de humor, entre os quais se destacam: The Thirteenth Woman and Other Stories (1976), Break It Down (1986) e Varieties of Disturbance (2007). Há várias antologias da sua obra. 
O seus relatos são poéticos, filosóficos, prosas várias ou simplesmente retratos de vidas frequentemente derrotadas. É conhecida como crítica literária.
Davis é membro da American Academy of Arts and Sciences desde 2005. Ganhou o MacArthur Fellows Program, de 2003; foi finalista do National Book Award Fiction, em 2007. Pelas suas traduções foi galardoada em França.

## Obras
- The Thirteenth Woman and Other Stories (1976)
- Story and Other Stories (1985)
- Break It Down (1986)
- The End of the Story (1995)
- Almost No Memory (1997)
- Samuel Johnson Is Indignant (2002)
- Varieties of Disturbance (2007)
- The Collected Stories of Lydia Davis (2009)
- The Cows (2011)
- Can't and Won't: Stories (2014)